# Memorias de Trévoux
Las denominadas Memorias de Trévoux, o Diario de Trévoux (en francés, Journal de Trévoux, o Mémoires pour l’histoire des sciences et des beaux-arts, recueillis par l’ordre de Son Altesse Sérénissime Monseigneur prince Souverain de Dombes) fueron una controvertida e influyente publicación periódica fundada por los jesuitas en 1701, en Trévoux, en el principado de Dombes.
Se publicaban reseñas críticas de libros y artículos contemporáneos sobre casi todas las disciplinas del conocimiento: gramática, retórica, filología, historia, Teología moral, Derecho, filosofía, economía política, física, matemáticas, etcétera. Las Memorias fueron muy conocidas no solo en Francia, sino también en toda Europa.
Los padres jesuitas  Michel Le Tellier y Jacques-Philippe Lallemant aconsejaron al Príncipe soberano Luis Augusto de Borbón crear una revista literaria impresa en esta ciudad, que estaría destinada a divulgar extractos de todos los libros de ciencias impresos en Francia, España, Italia, Alemania y los Reinos del Norte, Holanda, Inglaterra, etc., para que no se olvide nada de lo que se imprime en Europa. El proyecto fue aceptado, y el nuevo periódico comenzó su publicación en 1701.
Bajo la idea de imparcialidad (salvo el respeto a la religión, las buenas costumbres y el Estado, según declaración programática) y sin línea editorial establecida, las Memorias, defendieron no obstante, la posición católica, ante los ataques de los materialistas y los enciclopedistas. De publicación mensual desde 1702, pasarían por diversas alternativas y avatares: expulsión de los jesuitas de Francia en 1762, descenso dramático del número de suscriptores, hasta 200 en 1777; rebautizadas como Journal de Littérature, des Sciences et des Arts, desaparecieron finalmente en 1782.